# Bryan Miller
Bryan Miller (ur. 31 maja 1989) – amerykański lekkoatleta specjalizujący się w biegach sprinterskich.
Był członkiem amerykańskiej sztafety 4 x 400 metrów, która w 2008 sięgnęła po złoty medal mistrzostw świata juniorów. Medalista mistrzostw NCAA.

## Osiągnięcia
| Rok  | Impreza                     | Miejsce   | Konkurencja        | Lokata     | Wynik   |
| ---- | --------------------------- | --------- | ------------------ | ---------- | ------- |
| 2008 | Mistrzostwa świata juniorów | Bydgoszcz | sztafeta 4 x 400 m | 1. miejsce | 3:03,86 |

## Rekordy życiowe
- Bieg na 400 m – 45,29 (2011)